# Сершул
Сершул — буддистский монастырь, расположенный на Тибетском нагорье, на высоте 4000 метров, в Гардзе-Тибетском автономном округе, который находится в китайской провинции Сычуань.

## Монастырь
Сершул — самый большой (1300 монахов) монастырь школы Гелуг в регионе Кам, а также в Сершуле находится единственный буддистский монашеский университет в этом регионе, где можно получить образование геше.

## Архитектура
В монастыре 6 храмов, большинство из которых хорошо сохранилось. В самом большом храме, которому 300 лет, находятся два зала для песнопений, посвящённых Цонкапе, основателю школы Гелуг. В нём также находятся много драгоценных реликвий, включая зуб Цонкапы, хранящийся в священной ступе в верхней галерее.

## Коллекция
Сершул был основан в 1701 году и всегда хранил коллекцию древних священных предметов, таких как деревянный брусок и каменный молот, использовавшиеся во время молитв и посвящений монахов во времена Будды.